# Axel Hubert
Pour les articles homonymes, voir Hubert.
Axel Hubert (né le 16 février 1996 à Bernay) est un athlète français, spécialiste des épreuves combinées.

## Biographie
Il se classe deuxième des championnats de France d'athlétisme 2018 et troisième de l'édition 2019.
En 2020, lors des championnats de France des épreuves combinées qui ne se déroulent pas en même temps que les championnats de France 2020 mais une semaine plus tard à Aubagne, Axel Hubert remporte le titre national du décathlon avec 8 260 pts, signant un nouveau record personnel ainsi que la meilleure performance mondiale de l'année.